# Kilmichael Glassary
Kilmichael Glassary är en by i Argyll and Bute, Skottland. Byn är belägen 6,5 km 
från Lochgilphead. Orten har 200 invånare (1991).